# كرونيكا كاركوتاسيلور
Cronica Cârcotașilor
هو برنامج تلفزيوني أسبوعي، ساخر، وتبث من قبل Prima TV. مقدمون البرنامج هم شيربان هويدو وميهاي غاينوشا. Cronica Cârcotașilor تعمل على السخرية من المشاهير الرومانيون، وفضح غباءهم، وكشف الأخطاء النحوية على شاشة التلفاز.

## وصلات خارجية
- (بالرومانية) Cronica Cârcotaşilor website